# Anne Robinson

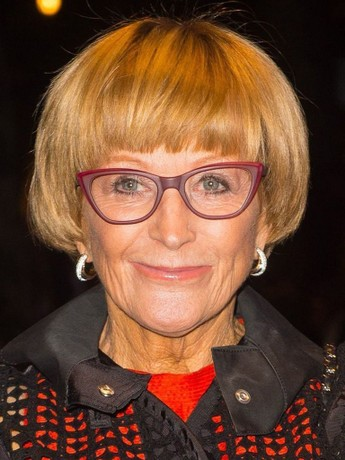
Anne Robinson, 2024

Anne Josephine Robinson (* 26. September 1944 in Crosby) ist eine britische Journalistin und Fernsehmoderatorin. Bekannt ist sie vor allem als Quizshowmoderatorin der Sendung The Weakest Link.

## Leben
Robinsons Vater war Lehrer, ihre Mutter stammte aus Irland, wo sie einen Marktstand betrieb. Robinson wuchs in Crosby Beach auf und besuchte ein Internat in Hampshire.

### Zeitung
Nach der Schule arbeitete Robinson zunächst für eine Nachrichtenagentur und absolvierte ab 1967 ein Volontariat bei der Daily Mail. Als sie eine Liaison mit Charlie Wilson, dem stellvertretenden Chefredakteur, einging und diesen schließlich 1968 heiratete, musste sie die Zeitung verlassen und wechselte zur The Sunday Times. Ihre Ehe, aus der 1970 eine Tochter hervorging, wurde 1973 wieder geschieden, nachdem es wegen Robinsons Alkoholkrankheit zur Zerrüttung gekommen war. Im Dezember 1978 kündigte sie bei der Sunday Times und zog sich nach Crosby Beach zurück, um sich von ihrer Krankheit erholen zu können.
Im Anschluss arbeitete sie zunächst für das Liverpool Echo, bis sie 1980 wieder beim Daily Mirror anfing. Dort war sie als Kolumnistin und Redaktionsassistentin tätig. Am 14. November 1982 nahm sie an einem Dinner der Königin teil, bei der ihr auffiel, dass sich Diana verspätete. Robinsons Nachforschung ergaben, dass die Prinzessin an einer Essstörung litt, was wenige Tage später in einem Artikel veröffentlicht wurde. Auf Druck von Michael Shay, dem Pressesekretär des Buckingham Palace, wurde sie daraufhin aus dem Dienst entfernt.

### Fernsehen
Seit 1982 widmet sich Robinson dem Fernsehen. Zunächst war sie als gelegentliche Diskussionsteilnehmerin in Question Time zu sehen. Ab 1986 vertrat sie Barry Took als Leiter der seit 1961 bestehenden BBC-Sendung mit Zuschauerbriefen Points of View, wenn dieser nicht zur Verfügung stand; von 1988 bis 1999 übernahm sie dauerhaft dessen Posten. In den Jahren 1993 bis 2001 moderierte sie das Verbrauchermagazin Watchdog.
Einem breiten Publikum bekannt wurde sie als Gastgeberin der Quizshow The Weakest Link. Neben der britische Ausgabe der BBC war sie auch Moderatorin der amerikanischen NBC-Fassung. Markenzeichen sind ihr grimmiges Auftreten und ihre bissigen Kommentare über die Kandidaten (etwa „Who is an insult to the British educational system?“). Ihr Schlagwort „You are the weakest link – goodbye!“, mit dem sie die ausgeschiedenen Kandidaten verabschiedet, ist in den allgemeinen Sprachgebrauch eingegangen. Ein weiteres Markenzeichen ist das sympathisch-schelmische Augenzwinkern, mit dem sie jede Folge von The Weakest Link beendet.

## Trivia
Im Dezember 2023 wurde bekannt, dass sie in einer Beziehung mit Brigadier a. D. Andrew Parker-Bowles lebt.